# Téos (ville)
Pour les articles homonymes, voir Téos.
Téos (ou Théos ou Teo, en Grec : Τέως « aussi longtemps », « pendant tout le temps ») est une ville de l'Antiquité située sur la côte de l'Ionie au nord d'Éphèse et à environ 40 kilomètres au sud-ouest de l'actuelle İzmir, près de port de Sığacık en Turquie. La cité fut fondée au Xe siècle av. J.-C. par des colons grecs venus d'Athènes, d'Orchomène et de Thessalie.

## Histoire
Fondée au cours du Ier millénaire av. J.-C. (probablement au Xe siècle av. J.-C.) par des colons venus d'Orchomène, de Thessalie et d'Athènes, cette cité ionienne passe sous la domination des Perses après la chute de Crésus. Cyrus envoie en effet Harpage soumettre les villes grecques qui étaient auparavant sous le contrôle de la Lydie, ce qui entraîne l'exode d'une partie de la population entre 545 et 540 av. J.-C. vers la Thrace en particulier où elle participe à la refondation d'Abdère. Téos fait partie de la Dodécapole ionienne et s'engage ainsi dans la révolte contre la domination perse organisée par la cité  de Milet et son tyran Aristagoras. Elle est membre ensuite de la Ligue de Délos en 476 av. J.-C. Au IIe siècle av. J.-C. est construit dans cette cité, qui reste prospère malgré les troubles du monde hellénistique, le plus grand temple du monde antique consacré à Dionysos, sous la direction de l'architecte Hermogène. Ce temple, en partie reconstitué, est consacré au culte de Tibère à l'époque romaine puis à celui de l'empereur Hadrien. 

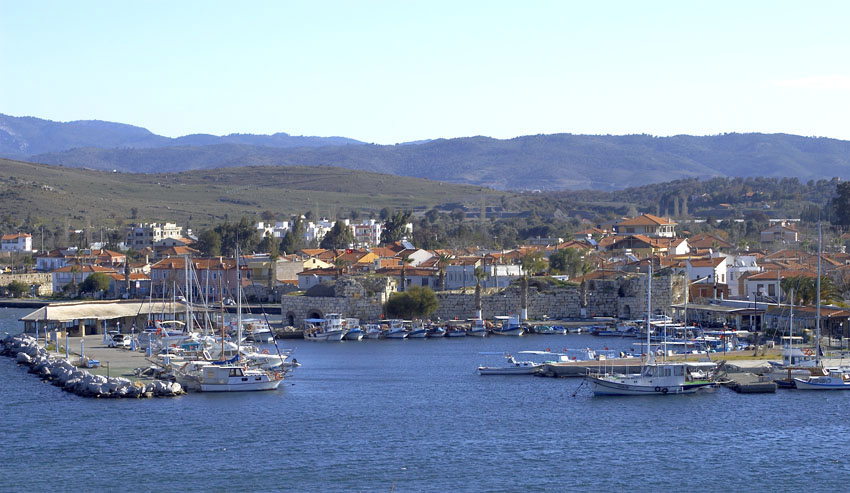
Le port de Sığacık.

La cité possède deux ports, le principal au sud, aujourd'hui ensablé, et un plus secondaire au nord toujours utilisé de nos jours par les pêcheurs de Sığacık. 
Téos met en place une sympolitie (mise en commun des institutions et établissement d’une citoyenneté commune) (ou une isopolitie) avec la cité de Kirbissos.
Des dossiers documentaires sur Téos montre la présence active du roi Séleucide et de ses armées dans la cité et en Asie Mineure Occidentale à partir de 203 avant notre ère. 
Sous le règne de Lysimaque, le gouvernement de la cité de Téos est confié à Arsinoé. C’est un des rares exemples d’une fonction officielle (épistate, gouverneur) dans le royaume de Lysimaque que nous possédons.

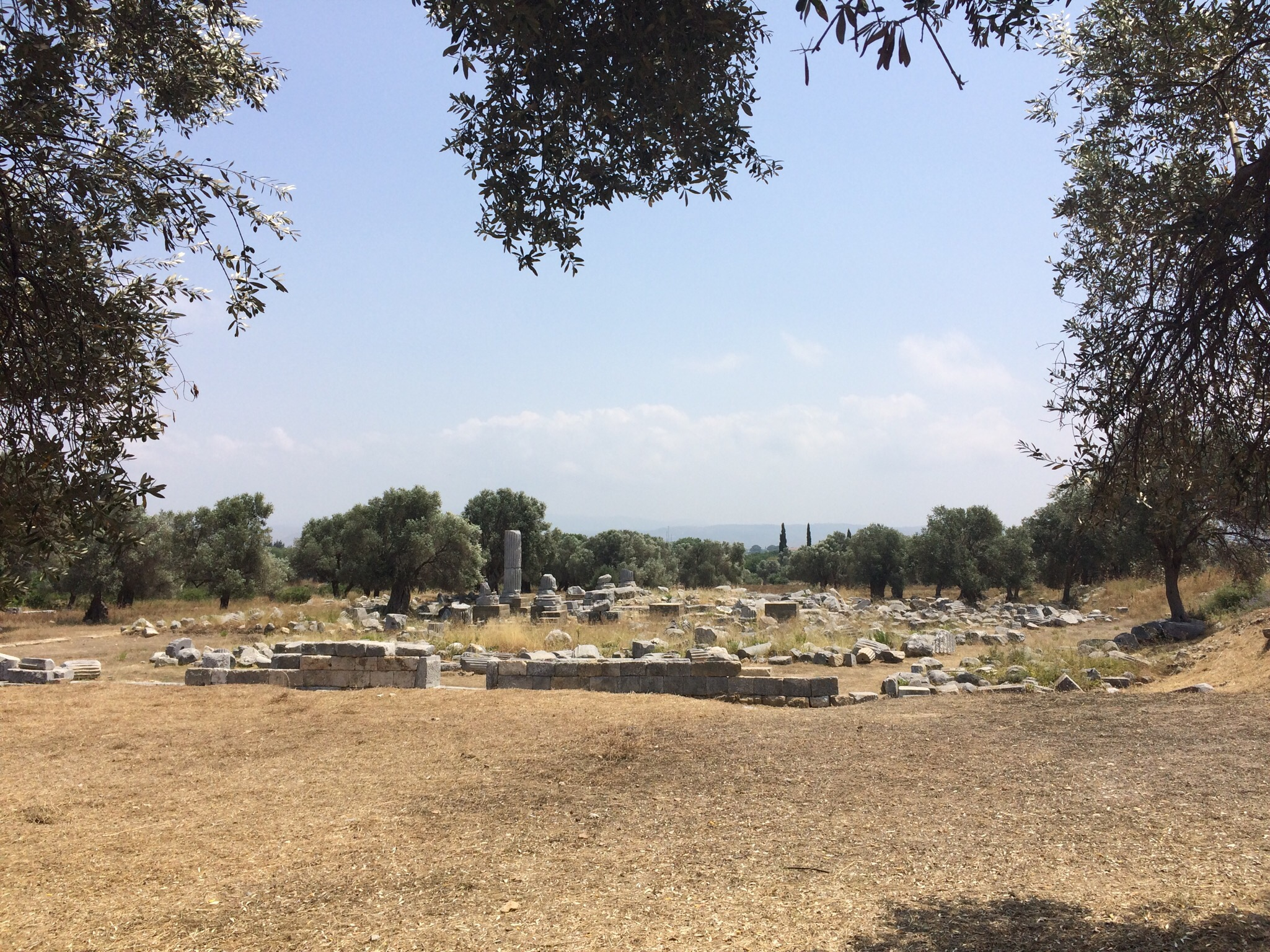

Plus tard en 545, les Phocéens se réfugient à Téos pour fuir les Perses.

## Religions
Les recherches ont montré qu’il était possible que des sanctuaires dédiés aux cultes à mystères furent présents sur la chôra de Téos. On sait qu’il y avait des confréries consacrées à des divinités étrangères : les thiases en l’honneur de Simalion et d’Anaxipolis, la confrérie des Sabaziastai à l’époque hellénistique. 

## Économie
Les revenus fiscaux de la cité de Téos sont très diversifiés : taxe sur les bœufs de labour et les animaux de bât, taxe sur les esclaves, taxe sur les moutons, taxe sur les ventes de bois, taxe sur les porcs, taxe sur l’entretien des médecins publics, taxe sur la vente des produits en laine milésienne, taxe sur la teinture pourpre, taxe sur les jardins et les ruches, réquisition pour les travaux publics et liturgies pour les habitants les plus riches.
Les cités se protègent contre les pirates dont les attaques pouvaient être dévastatrices. Une inscription du IIIe siècle de Téos indique que les habitants ont dû verser à des pirates leur argent et or, la vaisselle et les vêtements précieux.

## Commerce
Selon Weber, le marché est l’aspect le plus important de l’économie d’une ville. Les polis avaient une économie de subsistance où chacun produit pour sa propre consommation. Les populations venaient donc vendre leur surplus au marché contre d’autres marchandises. Les sources montrent que le blé est une ressource vitale pour Téos. Lorsque les polis ont besoin de s’approvisionner, elles font appel aux produits étrangers. 
Le commerce des colonies bénéficie beaucoup à la cité de Téos. 
Nous avons également des traces prouvant que Téos met en place des réglementations pour lutter contre les crises frumentaires.

## Associations
À Téos, aux époques hellénistique et impériale, on grave des couronnes offertes par les associations sur les monuments funéraires (associations culturelles, groupes d’usagers du gymnase, collège des magistrats …). On observe donc la construction de stratégie de reconnaissance sociale, culturelle et politique ainsi qu’une subdivision du corps civique à Téos car certains groupes sont plus prisés que d’autres et concentrent donc le capital social et ont une place importante dans la vie civique. Les groupes de références vont avoir des fonctions normatives et comparatives. Les valeurs, les normes, les conduites et le langage sert de critères, de modèles et de référence aux individus membres pour leurs opinions et objectif personnels. Cela est un moyen de s’auto-évaluer et d’évaluer autrui. 
À la fin du IIIe siècle av. J.-C., on a une profusion et une grande visibilité des groupes et associations culturelles dans la cité et ce, jusqu’à l’époque impériale. À Téos, beaucoup d’associations sont dédiées au culte de Dionysies à cause de la présence d’un sanctuaire et de vignobles qui rendent la cité célèbre.
À l’époque hellénistique, Téos avait des koinon culturels : la confrérie des Diastai qui sont des adorateurs de Zeus (ce qui est assez rare), Σαμοθρακιασ ται consacrée à Samothrace.
Il y a des traces des groupes d’usagers au gymnase de Téos notamment pour les éphèbes et les néoi durant la haute époque hellénistique. On retrouve également le groupe des apalestroi « ceux qui s’abstiennent ou sont exclus de la palestre ».
En revanche, rien n’atteste l’existence d’associations professionnelles ou de voisinage à Téos.

## Archéologie
Téos est une cité antique riche en vestiges antiques (monument funéraires, décrets, inscriptions …). Y. Béquinon et A. Laumonier explique que la ville est entourée de nécropole. À partir du IIe siècle av. J.-C., on a une multiplication des grands monuments funéraires à Téos ce qui conduit à une surenchère d’honneurs funèbres. 

## Personnages célèbres
Anacréon, poète lyrique du VIe siècle av. J.-C. naquit à Téos.